# Ludovico III il Giovane
Ludovico III detto il Giovane (835 circa – Francoforte sul Meno, 20 gennaio 882) fu re di Sassonia (oltre alla Sassonia includeva la Franconia e la Turingia), dall'865 re di Lotaringia, dall'876 (condiviso con il re dei Franchi Occidentali, poi unico re dall'879), re dei Franchi Orientali e re di Baviera dall'879 alla sua morte.

## Origine
Figlio maschio secondogenito del re dei Franchi Orientali e re di Lotaringia, Ludovico II detto il Germanico e della moglie, Emma di Baviera, figlia di Guelfo I (?-824/5), conte di Altdorf e altre contee in Baviera e di Edvige di Sassonia. Quindi come confermato dagli Annales Xantenses, Emma era la sorella dell'imperatrice, Giuditta di Baviera.

## Biografia
Verso la fine dell'853 i nobili aquitani, che non gradivano come re Carlo il Calvo, avevano inviato messaggeri a suo padre (di Ludovico III), il re dei Franchi Orientali, Ludovico il Germanico, per offrirgli la corona d'Aquitania, minacciando che se avesse rifiutato si sarebbero rivolti ai vichinghi o ai saraceni. Ludovico il Germanico allora inviò il suo secondogenito, Ludovico il Giovane, che, con l'appoggio dei nobili aquitani, nell'854, attaccò Carlo il Calvo e arrivò sino a Limoges, mentre i Normanni si erano stabiliti nella Valle della Loira devastando Poitiers, Angoulême, Périgueux, Limoges, Clermont e Bourges.
Il pretendente al trono d'Aquitania, Pipino II, che era stato imprigionato, ne approfittò per lasciare il monastero in cui era stato rinchiuso e raccogliere intorno a sé molti nobili che, alla notizia della sua fuga, avevano abbandonato Ludovico il Giovane, che dovette fare ritorno in Baviera.

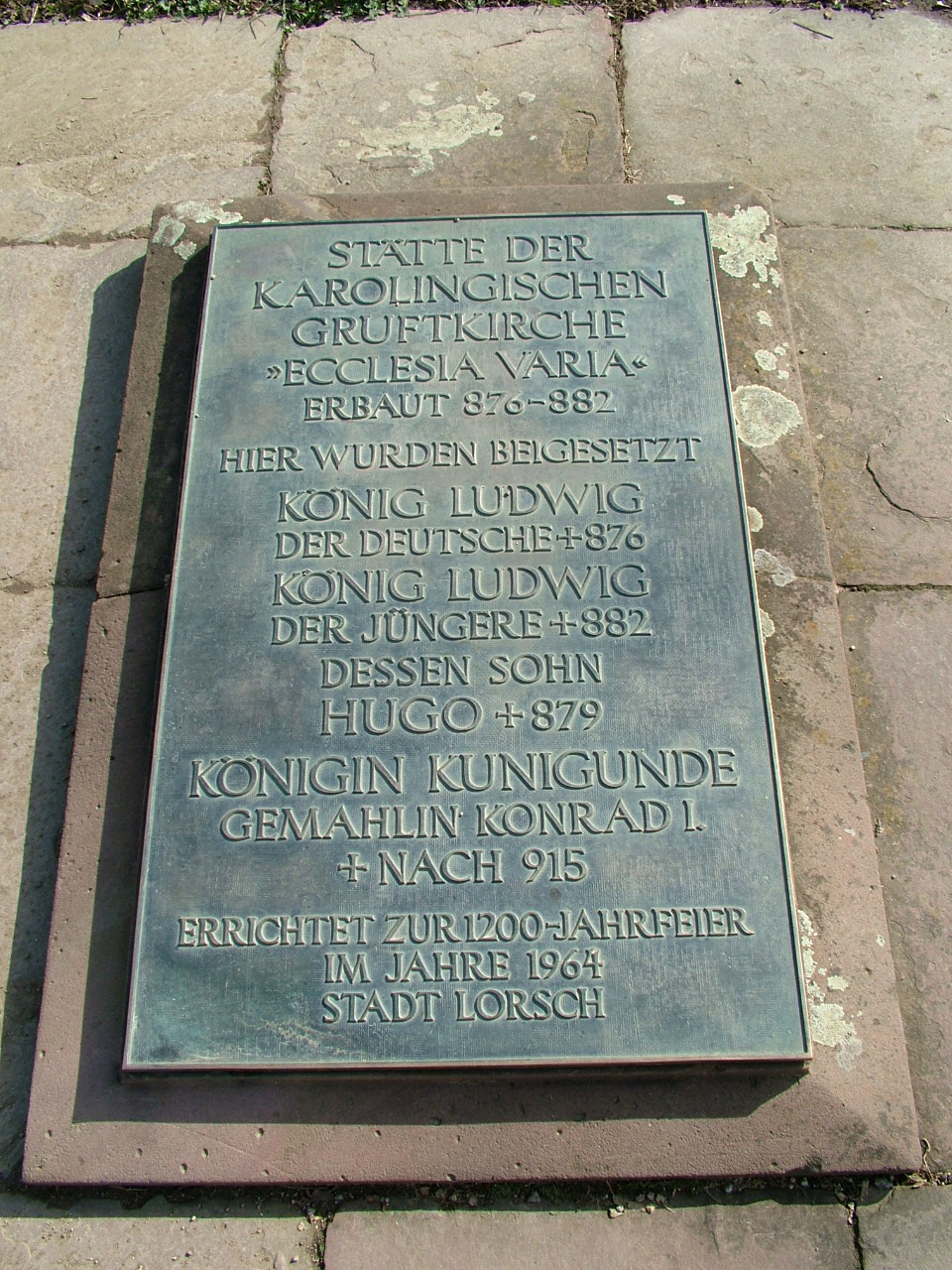
Targa commemorativa delle tombe dei carolingi nell'abbazia di Lorsch

Nell'865 il padre, il re dei Franchi Orientali Ludovico il Germanico, spartì il suo regno fra i tre figli. Ludovico il Giovane ne ricevette la parte più estesa, la quale comprendeva i ducati di Sassonia e di Franconia, insieme alla parte orientale della Lotaringia. Nell'870, dopo il trattato di Meerssen, a questi territori si aggiunse anche la parte orientale della Lotaringia. Su questo vasto regno Ludovico il Giovane succedette al padre nell'876, come re dei Franchi Orientali, anche se il titolo spettava al fratello primogenito, Carlomanno.
Sempre nell'865, secondo gli Annales Bertiniani, Ludovico il Giovane, all'insaputa del padre, il re dei Franchi orientali, Ludovico II il Germanico, si fidanzò con la figlia del marchese di Neustria, Adalardo il Siniscalco. Ma Ludovico II il Germanico, quando venne a conoscenza della cosa, non gradì la scelta, si oppose e impedì il matrimonio.
Ludovico aveva sposato, nell'874, Liutgarda di Sassonia (840/850 – 17 novembre 885), della stirpe dei Liudolfingi. Infatti era figlia di Liudolfo, duca dei Sassoni Orientali (805/820 – 12 marzo 866), e di Oda Billung († 17 maggio 913).
L'8 ottobre 876 nella battaglia di Andernacht sconfisse Carlo il Calvo, re dei Franchi Occidentali, frustrandone definitivamente i tentativi di espansione in Lotaringia.
In un documento di una donazione dell'877 Ludovico cita la moglie Liutgarda
Alla morte nell'879 di Luigi il Balbo, figlio di Carlo il Calvo e suo successore sul trono Occidentale, anche con l'appoggio dei magnati di Lotaringia, non riconobbe la legittimità della successione ai figli di Luigi il Balbo, Luigi e Carlomanno, che offrirono a Ludovico III il Giovane, sia i territori della Lotaringia governati dal loro padre che il titolo di re di Lotaringia. Con il trattato di Ribemont stipulato nell'880, Ludovico divenne re di tutta la Lotaringia, mentre Luigi III e Carlomanno II vennero riconosciuti re dei Franchi Occidentali, re d'Aquitania e re di Provenza.
Durante la malattia del fratello maggiore, Carlomanno, Ludovico si fece consegnare il regno di Baviera, che occupò, togliendolo al figlio illegittimo di Carlomanno, Arnolfo di Carinzia e alla morte di Carlomanno (880) divenne sovrano anche della Baviera, mentre il regno d'Italia andò invece al terzo fratello, Carlo il Grosso.
Ludovico morì nell'882, secondo gli Annales Fuldenses, a seguito di una malattia, mentre il cronista Reginone, ricordando la morte del re dei Franchi Orientali, rammenta che durante l'occupazione del regno di Baviera, dell'879, il suo erede di circa due anni, anche lui di nome Ludovico, cadde da una finestra del castello di Reganesbourgh. Ludovico morì senza lasciare eredi maschi legittimi, per cui i suoi territori e il titolo regale dei Franchi Orientali passarono nelle mani del fratello Carlo il Grosso.
Ludovico fu sepolto nell'abbazia di Lorsch, nell'Ecclesia varia.

## Discendenza
Ludovico da Liutgarda ebbe due figli:
- Ildegarda (875/876- dopo l'899), che tra l'888 e l'895, viene citata in diverse donazioni del re dei Franchi Orientali, Arnolfo di Carinzia, la n° 14 del febbraio 888[13], la n° 107A del 991 circa[14] e la N° 132 del maggio 895[15]. Secondo gli Annales Fuldenses, nell'895, Ildegarda, accusata di tradimento, fu privata di tutti gli onori e fu relegata su un'isola del lago Chiem in Baviera[16]. Poi Ildegarda fu reintegrata nei suoi onori nell'899[5];
- Ludovico (877/878- 879[11]), che cadde da una finestra del castello di Reganesbourgh; nella caduta batté la testa e morì[11].

Ludovico da un'amante di cui non si conoscono né il nome né gli ascendenti ebbe:
- Ugo (850/855/860-880). Morì durante uno scontro con i Normanni, lungo la Schelda[17];
- Adelardo.

## Antenati
|                                      |                 |                       | Genitori           |  |  | Nonni |  |  | Bisnonni    |  |  | Trisnonni       |  |
|                                      |                 |                       |                    |  |  |       |  |  | Carlo Magno |  |  | Pipino il Breve |  |
|                                      |                 |                       |                    |  |  |       |  |  | Carlo Magno |  |  | Pipino il Breve |  |
|                                      |                 | Bertrada di Laon      |                    |  |  |       |  |  | Carlo Magno |  |  |                 |  |
| Ludovico il Pio                      |                 |                       |                    |  |  |       |  |  | Carlo Magno |  |  |                 |  |
|                                      |                 | Ildegarda             | Geroldo di Vinzgau |  |  |       |  |  |             |  |  |                 |  |
|                                      |                 | Ildegarda             | Geroldo di Vinzgau |  |  |       |  |  |             |  |  |                 |  |
|                                      |                 | Ildegarda             | Emma di Alemagna   |  |  |       |  |  |             |  |  |                 |  |
| Ludovico II il Germanico             |                 | Ildegarda             |                    |  |  |       |  |  |             |  |  |                 |  |
|                                      |                 | Ingerman di Hesbaye   | Sigram             |  |  |       |  |  |             |  |  |                 |  |
|                                      |                 | Ingerman di Hesbaye   | Sigram             |  |  |       |  |  |             |  |  |                 |  |
|                                      |                 | Ingerman di Hesbaye   | …                  |  |  |       |  |  |             |  |  |                 |  |
| Ermengarda di Hesbaye                |                 | Ingerman di Hesbaye   |                    |  |  |       |  |  |             |  |  |                 |  |
|                                      |                 | Edvige di Baviera     | …                  |  |  |       |  |  |             |  |  |                 |  |
|                                      |                 | Edvige di Baviera     | …                  |  |  |       |  |  |             |  |  |                 |  |
|                                      |                 | Edvige di Baviera     | …                  |  |  |       |  |  |             |  |  |                 |  |
| Ludovico III della Francia Orientale |                 | Edvige di Baviera     |                    |  |  |       |  |  |             |  |  |                 |  |
|                                      | Rotardo di Metz | …                     |                    |  |  |       |  |  |             |  |  |                 |  |
|                                      | Rotardo di Metz | …                     |                    |  |  |       |  |  |             |  |  |                 |  |
|                                      | Rotardo di Metz | …                     |                    |  |  |       |  |  |             |  |  |                 |  |
| Guelfo I                             | Rotardo di Metz |                       |                    |  |  |       |  |  |             |  |  |                 |  |
|                                      |                 | Ermelinda             | …                  |  |  |       |  |  |             |  |  |                 |  |
|                                      |                 | Ermelinda             | …                  |  |  |       |  |  |             |  |  |                 |  |
|                                      |                 | Ermelinda             | …                  |  |  |       |  |  |             |  |  |                 |  |
| Emma di Baviera                      |                 | Ermelinda             |                    |  |  |       |  |  |             |  |  |                 |  |
|                                      |                 | Isanbarto             | …                  |  |  |       |  |  |             |  |  |                 |  |
|                                      |                 | Isanbarto             | …                  |  |  |       |  |  |             |  |  |                 |  |
|                                      |                 | Isanbarto             | …                  |  |  |       |  |  |             |  |  |                 |  |
| Edvige di Baviera                    |                 | Isanbarto             |                    |  |  |       |  |  |             |  |  |                 |  |
|                                      |                 | Thiedrada (Thietrate) | …                  |  |  |       |  |  |             |  |  |                 |  |
|                                      |                 | Thiedrada (Thietrate) | …                  |  |  |       |  |  |             |  |  |                 |  |
|                                      |                 | Thiedrada (Thietrate) | …                  |  |  |       |  |  |             |  |  |                 |  |
|                                      |                 | Thiedrada (Thietrate) |                    |  |  |       |  |  |             |  |  |                 |  |

### Fonti primarie
- (LA)  Monumenta Germaniae Historica, tomus III.
- (LA)  Monumenta Germaniae Historica, tomus VI.
- (LA)  Monumenta Germaniae Historica, tomus IX.
- (LA)  Monumenta Germaniae Historica, tomus II.
- (LA)  Annales Bertiniani.
- (LA)  Monumenta Germaniae Historica, tomus I.
- (LA)  Monumenta Germaniae Historica, Diplomata Regum Germaniae ex Stirpe Karolinorum, tomus I.
- (LA)  Monumenta Germaniae Historica, Diplomata Regum Germaniae ex Stirpe Karolinorum, tomus III.

### Letteratura storiografica
- René Poupardin, I regni carolingi (840-918), in «Storia del mondo medievale», vol. II, 1979, pp. 583–635
- Allen Mayer, I vichinghi, in «Storia del mondo medievale», vol. II, 1979, pp. 734–769